# Ivo Rossi
Ivo Rossi (Padova, 18 marzo 1955) è un politico italiano.

## Biografia
Laureato in scienze politiche all'Università degli Studi di Padova, è stato funzionario del Ministero dell'Economia e delle Finanze e dirigente del Dipartimento per gli Affari Regionali e le Autonomie.
Dal 1982 al 1990 e dal 1999 al 2004 è stato consigliere comunale di Padova, prima per Democrazia Proletaria e poi per la Federazione dei Verdi. Dal 1990 al 2000 è stato consigliere della Regione Veneto (componente dell'Ufficio di Presidenza del Consiglio Regionale dal 1990 al 1995 e Presidente del gruppo dei Verdi dal 1995 al 2000). Dal 2004 al 2009 è stato assessore del Comune di Padova, prima per La Margherita e poi per il PD. Dal 2009 al 2013 è stato vice sindaco ed assessore del Comune di Padova.
Ѐ componente, in rappresentanza dello Stato, della Commissione paritetica per le norme di attuazione dello Statuto speciale della regione Friuli Venezia Giulia. 
Ѐ stato componente della Commissione di studio sull'autonomia differenziata, istituita con decreto ministeriale del 3 dicembre 2019, integrata con DM del 15 luglio 2020.
Dal 10 giugno 2013 è diventato sindaco a seguito della nomina di Flavio Zanonato a ministro dello Sviluppo Economico. Durante il mandato, Rossi si occupò soprattutto di aumentare le misure di sicurezza per i cittadini, contrastando la microcriminalità e inasprendo multe e divieti. In questo periodo entrò anche in polemica con Dario Fo, che accusò l'amministrazione comunale di Padova di prestare scarsa attenzione ai problemi strutturali della Cappella degli Scrovegni, minacciata da alcune infiltrazioni.
Nel febbraio 2014 ha vinto le primarie del centrosinistra per la candidatura a sindaco del Comune di Padova. Alle elezioni amministrative del 2014 si è quindi presentato come candidato sindaco, sostenute da sei liste, tra le quali quella del Partito Democratico, di Sinistra Ecologia e Libertà e dell'Italia dei Valori. Viene sconfitto al ballottaggio dal leghista Massimo Bitonci.
Ѐ stato Presidente dell'Associazione italiana delle città ciclabili.

## Opere
- Ivo Rossi, L'odissea dell'ospedale nuovo in Padova, Il risico degli interessi e la subalternità della politica, Padova University Press, 2021

- AA.VV., (a cura di Giuseppe Zaccaria), Dopo l’emergenza. Dieci tesi sull’era post-pandemica, Padova University Press, 2020

- AA.VV., (a cura di Paolo Feltrin), Franco Cremonese. In un altro tempo, in un altro Veneto, Post Editori, 2019

- Prefazione al volume di Maurizio Mistri, La città metropolitana, Edizioni La Gru, Padova, 2013

- AA.VV., Quaderni della città metropolitana, Ed. Cleup (Cooperativa libraria editrice Università di Padova), 2005

- Ivo Rossi, Paolo Giaretta, La città è uno stato d’animo, Edizioni Libreria Rinoceronte, 2004

- AA.VV., Nuovi strumenti di governo per le città medie. Problematiche giuridico-istituzionali in aree non metropolitane, (Atti convegno 1994), ed. Provincia di Padova, relazione al convegno e confronto con il presidente emerito della Corte Costituzionale, Livio Paladin e Luciano Vandelli, 1994